# A Couple of Side-Order Fables
A Couple of Side-Order Fables è un cortometraggio muto del 1915. Il nome del regista non viene riportato.
La sceneggiatura è firmata dallo scrittore George Ade.

## Produzione
Il film fu prodotto dalla Essanay Film Manufacturing Company.

## Distribuzione
Distribuito dalla General Film Company, il film - un cortometraggio di una bobina - uscì nelle sale cinematografiche USA il 3 marzo 1915.